# Ghirlandina
Ghirlandina (auch torre ghirlandina; ital.: kleine Girlande) bezeichnet den Glockenturm am Dom von Modena. Mit einer Höhe von 86,12 Metern ist der Turm das Wahrzeichen Modenas und ein weithin sichtbarer Blickfang für alle Reisenden. Die Kathedrale, der Glockenturm und die Piazza Grande wurden von der UNESCO 1997 zum Weltkulturerbe erklärt.

## Geschichte

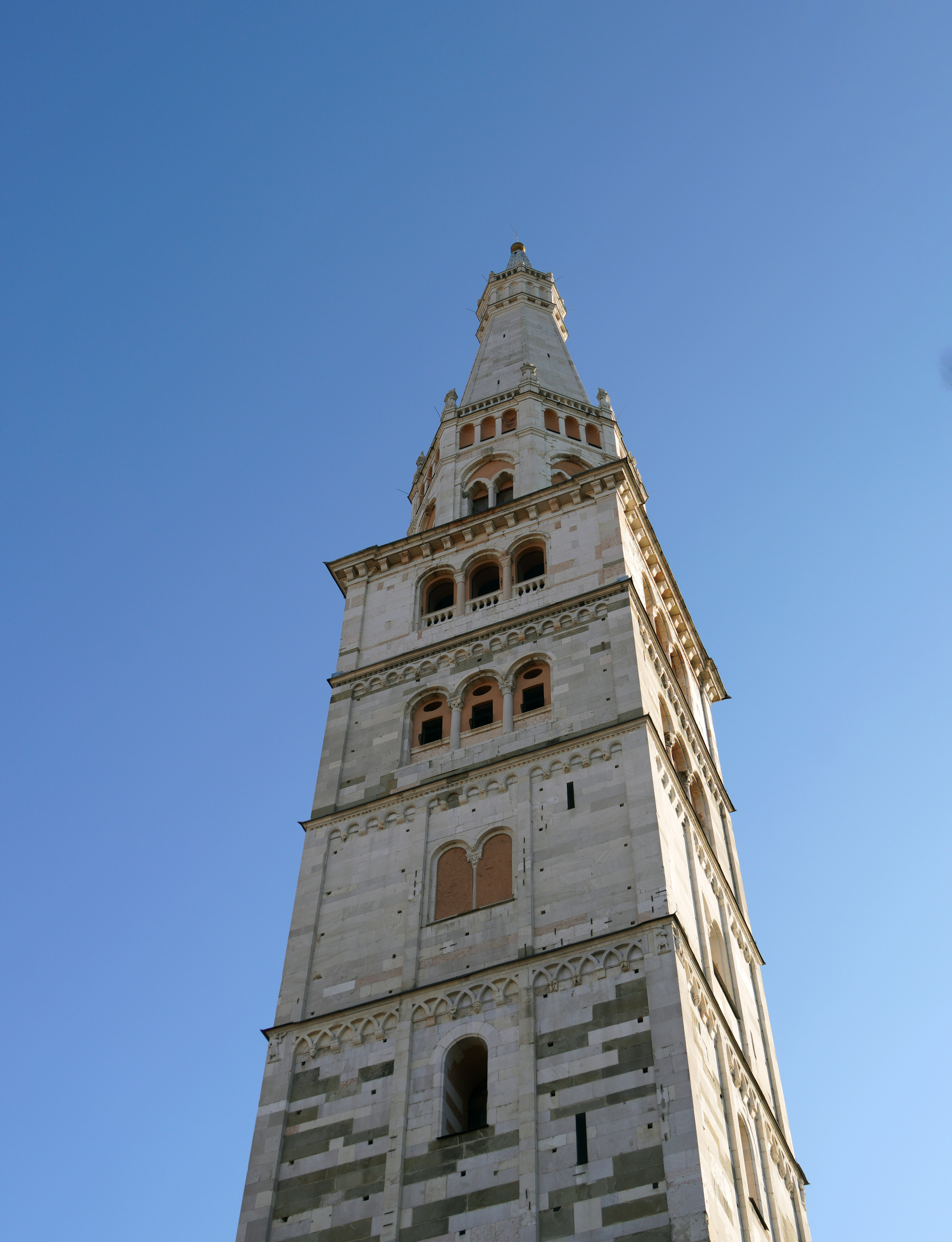
Der Torre Ghirlandina

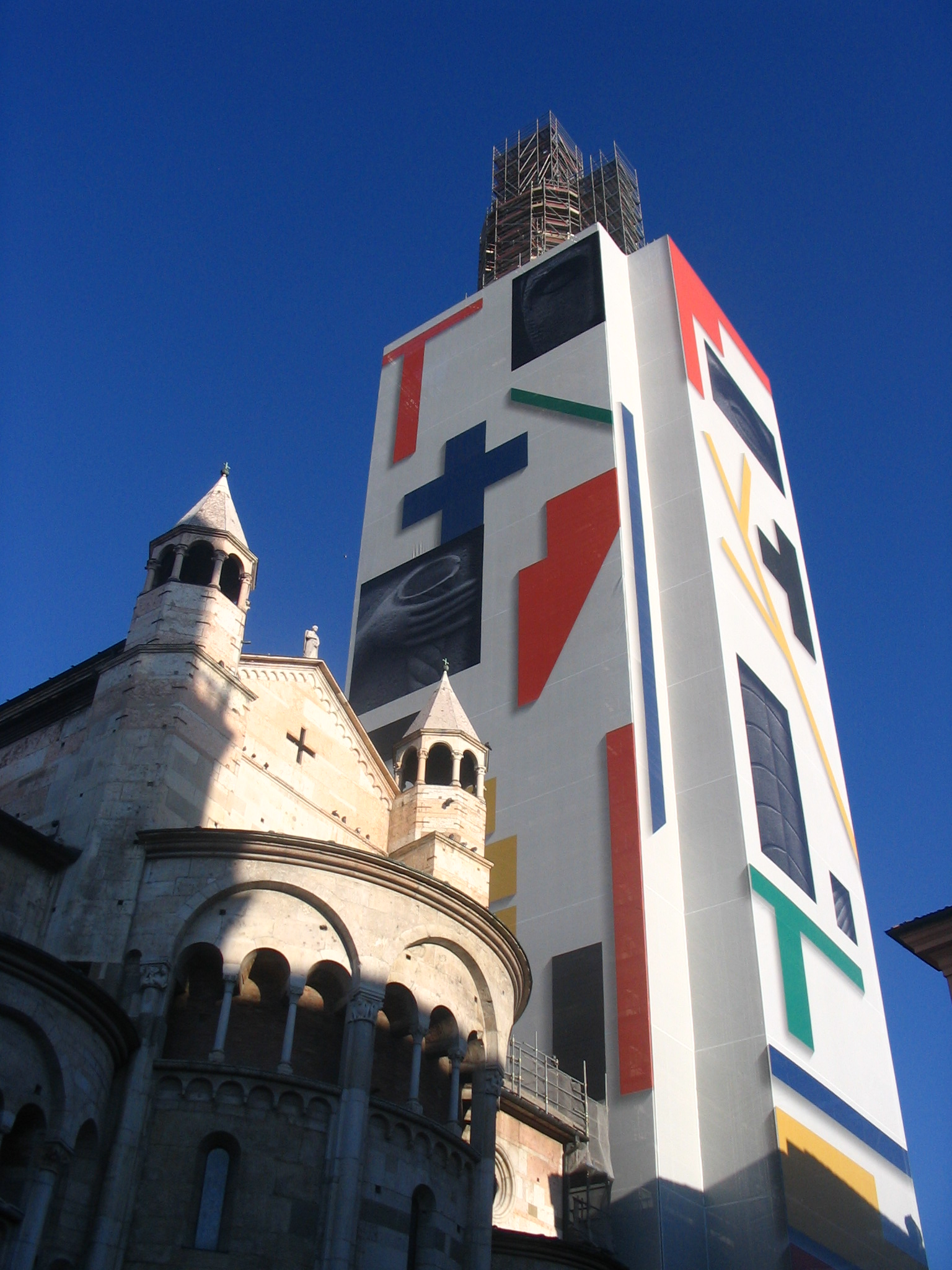
Die Ghirlandina bekleidet mit einer Hülle von Mimmo Paladino

Der ursprüngliche Turm Torre di San Geminiano mit einem viereckigen Grundriss wurde bis 1179 auf fünf Stockwerke erhöht, dann in den folgenden Jahrhunderten durch den Anbau einer aus Rivalitätsgründen mit Bologna besonderen achteckigen Spitze nach einem Entwurf von Arrigo da Campione erweitert. Arrigo da Campione war einer der Meister aus Campione, die zwischen dem 13. Jahrhundert und dem 15. Jahrhundert die romanische Kathedrale dem neueren gotischen Stil anpasste. Die Spitze ist mit zwei Girlanden in Form von Marmorgeländern dekoriert, die dem Turm seinen Namen geben.
Im Inneren des Bauwerks, in der Sala della Secchia mit Fresken aus dem 15. Jahrhundert, wird eine Nachahmung des bekannten Gemäldes Secchia rapita aufbewahrt, ein Relikt aus der Zeit, in der der Turm ein Aufbewahrungsort für Truhen und Trophäen der Gemeinde von Modena war. Bemerkenswert sind im 5. Stock die in der Stanza dei Torresani gehauenen Kapitelle.

## Vorplatz
An der kleinen Piazza Torre, die auf die Via Emilia hinausgeht, befindet sich das Monumento ad Alessandro Tassoni (Denkmal des Alessandro Tassoni), dem bekanntesten Dichter von Modena. Die Statue wurde 1860 vom Bildhauer Alessandro Cavazza gefertigt.